# Nano (criptomoeda)
Nano (anteriormente conhecida como RaiBlocks) é uma criptomoeda peer-to-peer de código aberto, de baixa latência e alta escalabilidade, que oferece transações instantâneas livres de taxas. É diferente do Bitcoin, pois não utiliza Blockchain e sim DAG (Grafos acíclicos dirigidos).
Com a Nano, cada conta possui sua própria blockchain utilizando uma arquitetura chamada “Block-lattice”, que permite transações quase instantâneas com uma pequena prova de trabalho que deve ser realizada pelo emissor e o receptor respectivamente. Por não utilizar mineradores para confirmar as transações, não possui taxas.

## História
O artigo original da Nano e a primeira implementação beta foram publicados em dezembro de 2014, fazendo dela uma das primeiras criptomoedas baseadas em Grafos acíclicos dirigidos (DAG). Pouco depois, outras criptomoedas baseadas em DAG surgiram, mais notavelmente DagCoin/Byteball e IOTA.
A emissão das moedas não se realizou por mineração, a distribuição foi através de um sistema de captcha faucet que finalizou em outubro de 2017, com um total de 133.248.290 XRB distribuídas.
Em 31 de janeiro de 2018, foi anunciada a mudança do nome para "Nano".